# ХК Еспо Блуз
ХК Еспо Блуз (фин. Espoo Blues) некадашњи је професионални фински клуб хокеја на леду из града Еспоа. Основан је 1984. године и такмичио се у елитној хокејашкој лиги Финске . Клуб је званично банкротирао по окончању сезоне 2015/16. 
Своје домаће утакмице игра у дворани Барона арена у Еспоу, капацитета 7.017 места за хокејашке утакмице.

## Историјат клуба
Клуб је основан у фербуару 1984. под именом Киеко-Еспо (фин. Kiekko-Espoo) и већ исте сезоне кренуо је са такмичењима у Финској другој дивизији (трећи квалитетни ниво финског лигашког хокеја). Пласман у виши ранг такмичења обезбедили су 1988, а од 1992. играју у елитном рангу, у СМ-лииги.
Након што су прве две сезоне у елтном рангу такмичења завршавали на 11. и 12. месту на табели, у сезони 1994/95. остварили су и први пласман у плеј-оф, а већ у сезони 1997/98. успели су да се пласирају у полуфинале плеј-офа (сезону завршили на укупно 4. месту). 
Клуб у лето 1998. мења име у садашње Еспо Блуз, и сели се у дворану Барона (тада ЛенсиАуто арена) у којој и данас игра. 
Највећи успех остварили су у сезони 2007/08. када су лигашки део такмичења завршили на 2. месту, а касније успели и да се пласирају у финале плеј-офа. У финалу су изгубили од екипе Оулун Керпета. И наредне сезоне остварили су исти пласман у лигашком делу такмичења, с тим што су тада изгубили у полуфиналу плеј-офа, поново од Керпета.
Поред сениорске екипе, клуб Еспо Блуз има оформљене и екипе са играчима до 20, до 18 и до 16 година које се такмиче у одговарајућим такмичењима.
Дрес са бројем 33 који је носио један од најбољих играча клуба Тимо Хирвонен (данас помоћни тренер) повучен је из употребе. 

## Успеси
- Сребрна медаља у првенству Финске: 2 пута (2008. и 2011)